# Линкор в нафталине
«Линкор в нафталине» (англ. The Mothballed Spaceship) — рассказ американского писателя-фантаста Гарри Гаррисона, написанный в 1973 году; продолжение цикла «Мир смерти» о приключениях Язона дин Альта.

## Сюжет
После успешной операции на Счастье пирряне приобрели большую известность во всей обитаемой Вселенной. А в это время Земле угрожает нашествие Орды — сборища космических пиратов и головорезов. Поэтому земное правительство решает нанять Язона с командой пиррян, чтобы они срочно расконсервировали старый боевой линкор «Неуязвимый» — трёхкилометровый военный космический корабль, с самыми мощными двигателями из всех, когда-либо существовавших, с самыми мощными орудиями, совершенной защитой, со спаренными батареями и боевыми компьютерами. Линкор был поставлен на консервацию после окончания четвёртой галактической войны, но коды расконсервации были утеряны, из-за чего он никому не позволяет к себе приблизиться. Язон соглашается взяться за дело за «чисто символическую» сумму — 1 миллиард кредитов.
Язон и Керк Пирр хотят попасть на корабль и расконсервировать его, попытавшись отвлечь систему защиты астероидами, а самим пройти на корабль. Но компьютер объявляет о том, что произведёт самоуничтожение, но не даст захватить корабль. В последний момент Мета вводит правильный код с первой попытки, так как у военных было скудно развито воображение. Кодом оказалась комбинация из пяти двузначных чисел, соответствующих порядковым номерам букв в слове «haltu», что на эсперанто означает «стой».